# Jocelyn
Jocelyn è un nome proprio di persona francese maschile e inglese maschile e femminile.

## Varianti
- Francese
  - Femminili: Joceline[2][3], Jocelyne[4], Josseline[5]
  - Maschili: Josselin[1], Joselin[6], Jocelin
- Inglese
  - Femminili: Jocelin[1], Josceline[1], Joselyn[1], Josslyn[1]
  - Maschili: Jocelin[2]
  - Ipocoristici: Joss (maschile e femminile)[1]

### Varianti in altre lingue
- Germanico
  - Maschili: Gautelen[2], Gautselin[1], Joscelin[1]
- Italiano
  - Femminili: Gioselina
  - Maschili: Giosselino[6]

## Origine e diffusione
Riprende il nome maschile germanico Gautelen o Gautselin, basato su Gauta, "goto", quindi "gotico", "della tribù dei goti". Il nome venne portato in Inghilterra dai Normanni nelle forme Goscelin e Joscelin, e vi rimase comune fino al XIV secolo. Venne poi ripreso nel XX secolo come nome femminile, uso che però ha solo in inglese (essendo ancora solo maschile in francese, dove la forma femminile è Joceline).

## Onomastico
L'onomastico si può festeggiare il 6 agosto o il 10 giugno in memoria di san Gezelin, chiamato anche Jocelin, eremita nei pressi di Colonia.

## Persone

### Femminile

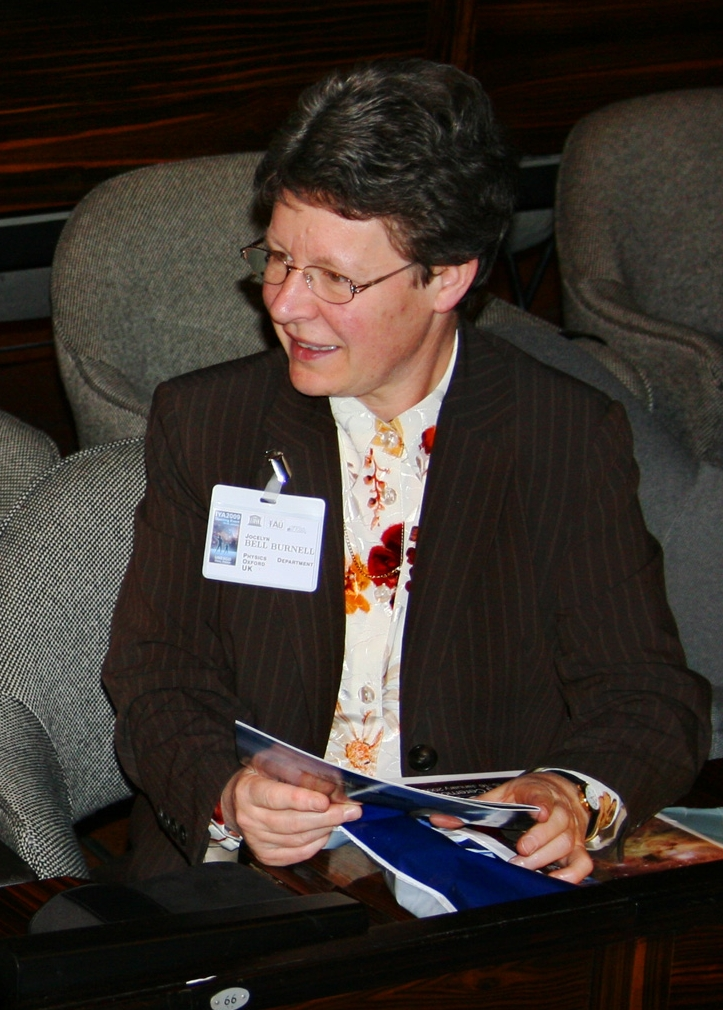
Jocelyn Bell

- Jocelyn Bell, astrofisica britannica
- Jocelyn Brown, cantante statunitense
- Cara Jocelyn Delevingne, modella e attrice britannica
- Jocelyn Périllat, sciatrice alpina francese
- Jocelyn Pook, compositrice, pianista e violista britannica
- Jocelyn Seagrave, attrice statunitense

### Altre varianti femminili
- Jocelyne LaGarde, attrice francese
- Joss Stone, cantautrice e attrice britannica

### Maschile

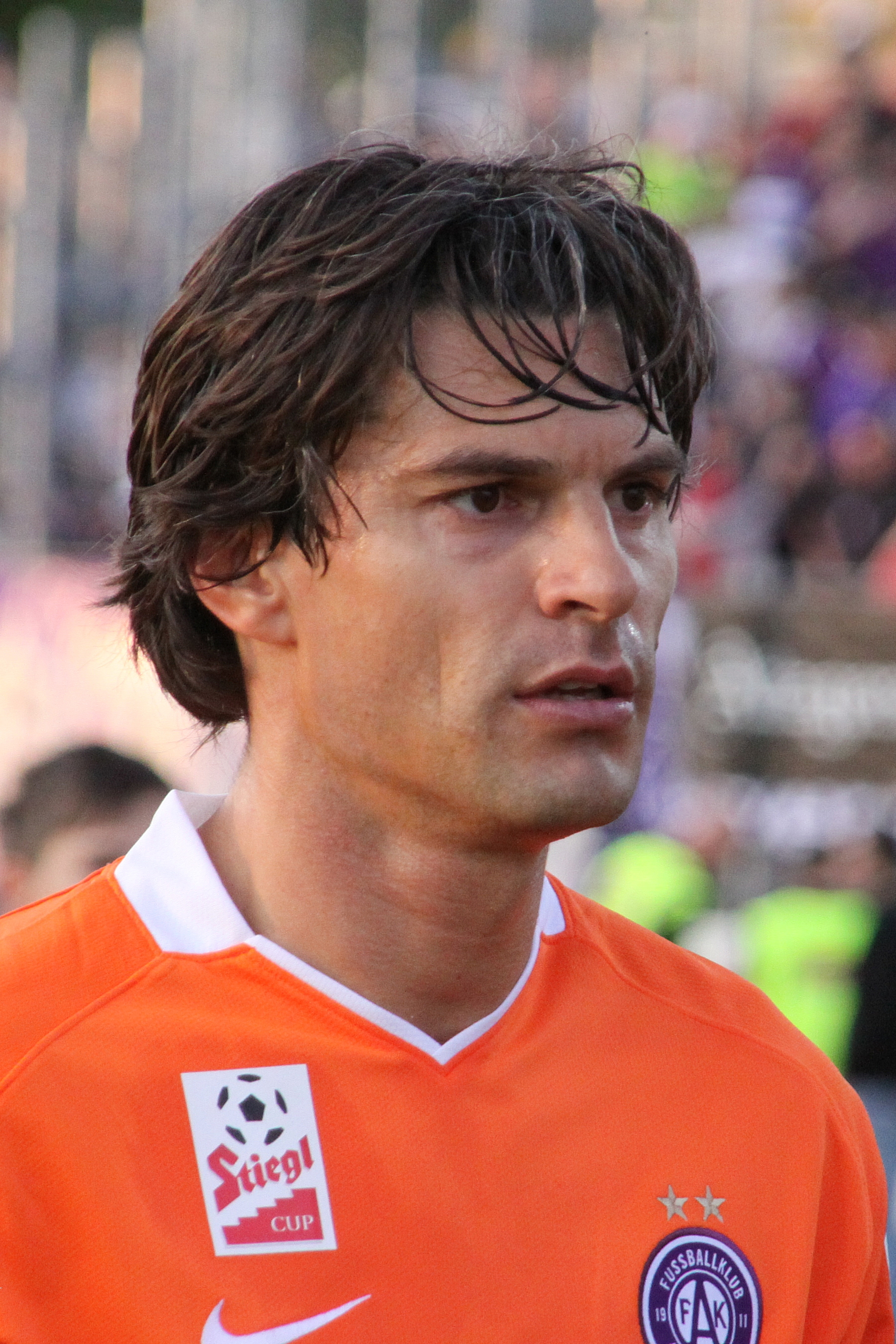
Jocelyn Blanchard

- Jocelyn Angloma, calciatore e allenatore di calcio francese
- Jocelyn Blanchard, calciatore francese
- Jocelyn Hattab, regista, autore televisivo e conduttore televisivo francese
- Jocelyn Quivrin, attore francese
- Jocelyn Roux, calciatore svizzero

### Variante maschile Joscelin
- Joscelin I di Edessa, conte di Edessa
- Joscelin II di Edessa, conte di Edessa
- Joscelin III di Edessa, conte di Edessa

### Altre varianti maschili
- Joss Ackland, attore inglese
- Jocelin de Dijon, troviero francese
- Josselin de Rohan, politico francese
- Josceline Percy, ammiraglio e militare britannico
- Joss Whedon, sceneggiatore, produttore televisivo, fumettista, produttore cinematografico, regista e compositore statunitense

## Il nome nelle arti
- Joss Beaumont è un personaggio del film del 1981 Joss il professionista, diretto da Georges Lautner.
- Jocelyn Fray, nata Fairchild, è un personaggio dei romanzi della serie Shadowhunters, scritti da Cassandra Clare.
- Joss Possible è un personaggio della serie animata Kim Possible.
- Joscelin Verreuil è un personaggio della serie di romanzi della trilogia di Kushiel, scritta da Jacqueline Carey.
- Joss Le Guern è un personaggio del libro Parti in fretta e non tornare scritto da Fred Vargas.
- Jocelyn è il nome di un personaggio del film Il destino di un cavaliere del 2001, scritto e diretto da Brian Helgeland.